# Росуља (падавина)
Росуља  (сипљење, сипећа киша, измаглица) је облик високе падавине који се излучује из стратуса. Сачињена је од ситних капљица које лагано падају на земљу ношене ветром. Њихова величина није већа од 0,5 милиметара. Често узрокује смањену видљивост и везана је за појаву магле.